# Blondie of the Follies
Blondie of the Follies is een Pre-Code-film uit 1932 onder regie van Edmund Goulding. De film, waar Marion Davies, Robert Montgomery, Billie Dove, Jimmy Durante, James Gleason en Zasu Pitts te zien zijn, staat er om bekend de laatste film met Dove te zijn. Destijds werd de film in Vlaanderen uitgebracht onder de titel Het blondje van de follies.

## Verhaal
Blondie en Lurlene zijn beste vriendinnen. Wanneer Lurlene een rol bemachtigt in een grote Broadway-show, regelt ze dat Blondie er ook aan de slag kan gaan. Hun vriendschap loopt echter spaak wanneer Lurlenes geliefde, de rijke Larry Belmont, verliefd wordt op Blondie. Hoewel Blondie zich ook tot hem aangetrokken voelt, wijst ze hem af uit loyaliteit aan haar vriendin. Maar de aantrekkingskracht tussen beiden blijkt sterker te zijn dan ze ooit gedacht hadden.

## Rolverdeling
| Acteur             | Personage                           |
| ------------------ | ----------------------------------- |
| Marion Davies      | Blondie McClune                     |
| Robert Montgomery  | Larry Belmont                       |
| Billie Dove        | Lottie Callahan / Lurline Cavanaugh |
| Jimmy Durante      | Jimmy                               |
| James Gleason      | Pop McClune                         |
| ZaSu Pitts         | Gertie                              |
| Sidney Toler       | Pete                                |
| Douglass Dumbrille | Murchenson                          |
| Sarah Padden       | Ma McClune                          |
| Louise Carter      | Ma Callahan                         |
| Clyde Cook         | Danser                              |